# Actilasioptera falcaria
Actilasioptera falcaria är en tvåvingeart som först beskrevs av Ephraim Porter Felt 1921.  Actilasioptera falcaria ingår i släktet Actilasioptera och familjen gallmyggor. Inga underarter finns listade i Catalogue of Life.